# Al-Buwaydah
Buwayda (tiếng Ả Rập: البويضة) là một ngôi làng Syria nằm ở Salamiyah Subdistrict thuộc quận Salamiyah, Hama. Theo Cục Thống kê Trung ương Syria (CBS), Buwayda có dân số là 174 trong cuộc điều tra dân số năm 2004.